# Márcio Greyck
 (mai 2018).
Si vous disposez d'ouvrages ou d'articles de référence ou si vous connaissez des sites web de qualité traitant du thème abordé ici, merci de compléter l'article en donnant les références utiles à sa vérifiabilité et en les liant à la section « Notes et références ».
Márcio Greyck, né le 30 août 1947 à Belo Horizonte, est un chanteur, guitariste et musicien brésilien.

## Discographie
- 1967 - Márcio Greyck I
- 1968 - Márcio Greyck II
- 1969 - Márcio Greyck III
- 1971 - Corpo e Alma
- 1974 - Márcio Greyck IV
- 1979 - Sentimento
- 1981 - Aparências
- 1982 - Márcio Greyck V
- 1983 - Márcio Greyck VI
- 1987 - Pés no Chão e Coração nas Nuvens
- 1997 - No Tempo, No Ar e No Coração...
- 1998 - O Mais Importante
- 2008 - Pra Sempre